# 南海 (月球)
南海（拉丁語：Mare Australe）是一处位于月球正面東南侧的月海，其東半部在月球背對地球的一側。南海盆地形成于前酒海纪时期，在晚雨海世其地層被平缓、黝黑的火山玄武岩覆蓋。"南海"一名首先由德国天文学家约翰·海因里希·冯·马德勒提出，并被列入首批4531个国际天文学联合会正式认定的月球表面对象范围内。
与大多數月海不同，南海表面很不平整，布满了众多隕石坑，如詹纳环形山、兰姆环形山和古姆环形山等，与很多其它陨石坑一样，这些坑内都充斥着玄武岩熔岩。
该月海的月面座标为南纬38.9°、东经93.0°，它位于月球背面的东半部，仍可在月球天平动期间被看到。

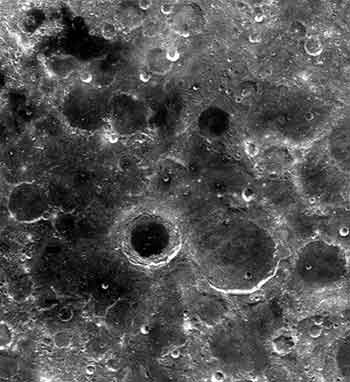
南海。靠近图中是填塞着玄武岩的詹纳环形山，兰姆环形山位于它的右边。